# Humboldthaus

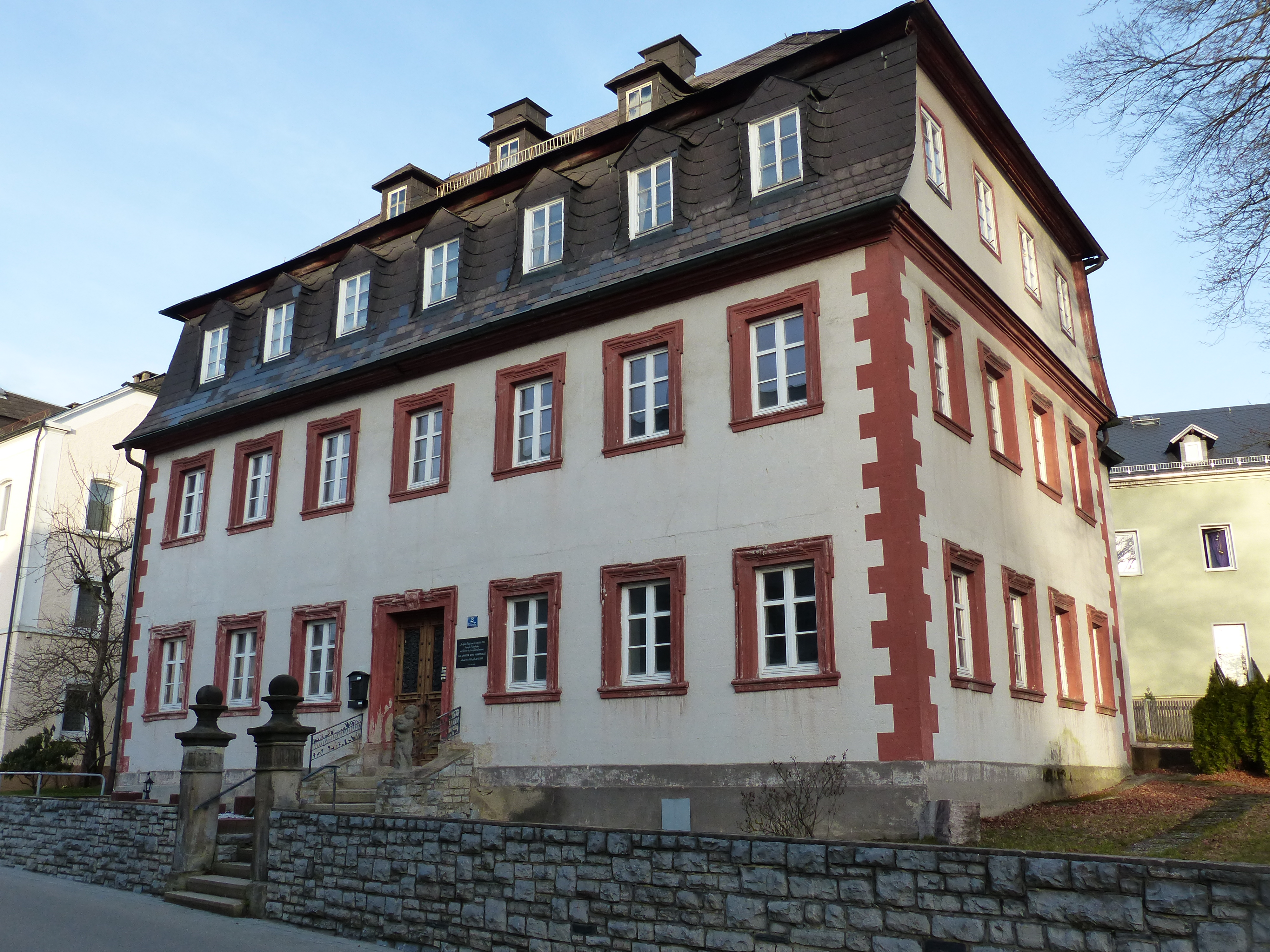
Frontansicht

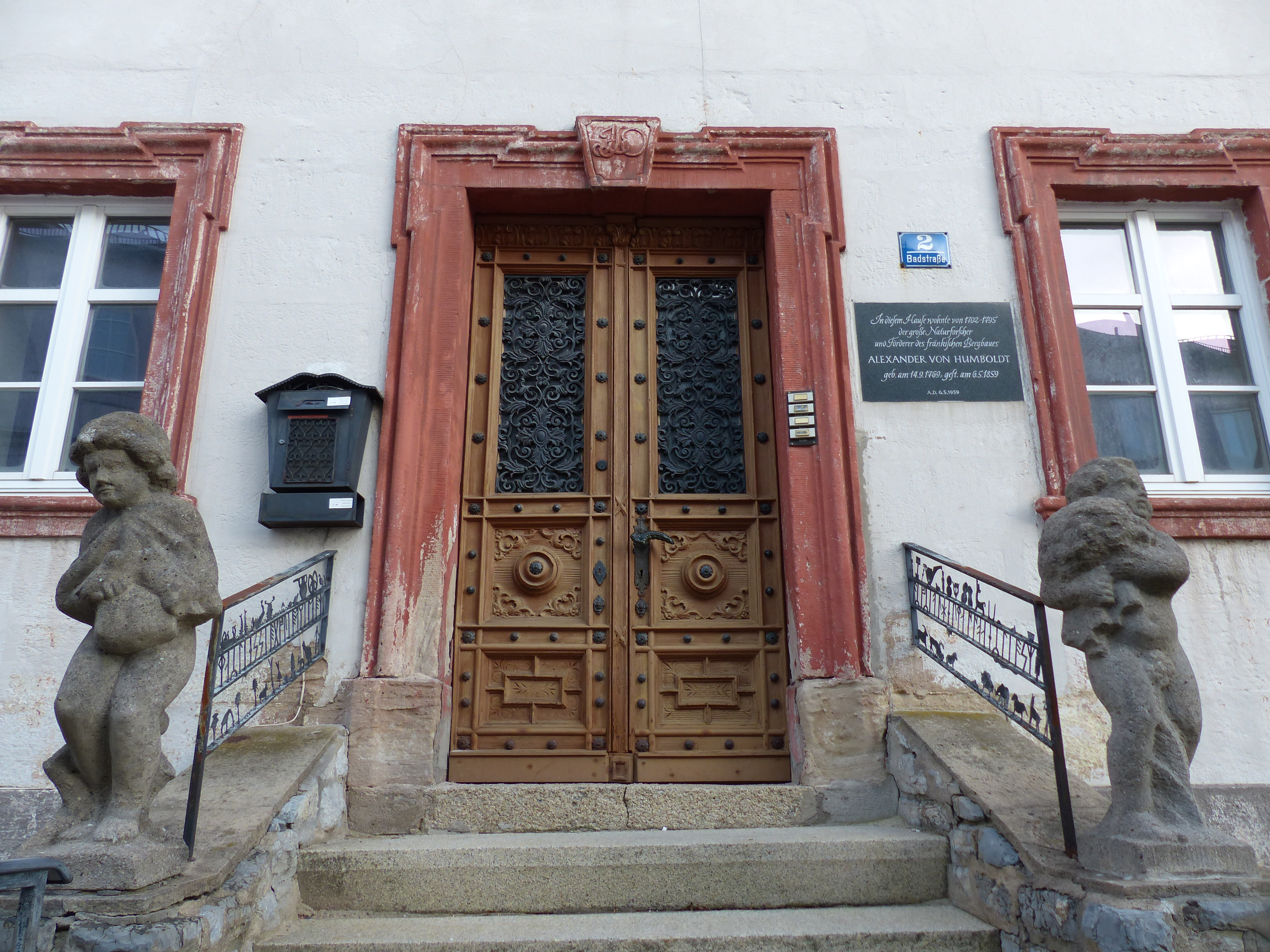
Eingangsportal

Das Humboldthaus ist ein Baudenkmal des Marktes Bad Steben im oberfränkischen Landkreis Hof. Alexander von Humboldt wohnte dort in den Jahren von 1792 bis 1795; er arbeitete im benachbarten Bergamt.

## Lage
Das Haus in der Badstraße 2 ist Teil des historischen Zentrums des Marktes Bad Steben. Die Badstraße befindet sich oberhalb der Kirche und verläuft zur Kuranlage. Es ist Eckhaus von Badstraße und Humboldtstraße. Bauliche Besonderheit ist das Mansarddach.

## Geschichte
Erbauer war der hochfürstliche Wildmeister Johann Leonhard Och, dessen Initialen sich im aufwendig gestalteten Eingangsportal befinden. Die Genehmigung für den Bau des Hauses mit Spezereiladen erhielt Och am 10. April 1781. 
Von 1792 bis 1795 wohnte Alexander von Humboldt dort. Anschließend bewohnt Och das Haus von 1796 bis 1799 selbst.
Erworben wurde das Haus danach von dem in Steben ansässigen Brendel. Im Jahr 1837 wurde das Haus von Dietmar Schindler aus Oberklingensporn erworben und ging danach in den Besitz von Ditmar Konder über. Um 1900 wurde das Haus vom Stebener Bürgermeister und Architekten Martin Rockelmann bewohnt. Im 20. Jahrhundert ging es in den Besitz der Oberlies über, die am Kaiser-Wilhelm-Institut für Silikatforschung in Würzburg tätig waren. In den 1960ern erbte die Familie Milde das Haus, die es 2014 verkaufte. Ende der 2010er Jahre wurde das Humboldthaus privat grundlegend saniert und erstrahlt seitdem in neuem Glanz.

## Humboldt
Zu Zeiten von Alexander von Humboldt war in der benachbarten Badstraße 8 das preußische Bergamt untergebracht und das Haus diente dem Oberbergmeister Humboldt als Wohnhaus. Bis 2015 waren im Haus noch zeitgenössisches Inventar und eine Mineraliensammlung vorhanden. Das Haus befindet sich heute in Privatbesitz. 
In der Region weisen vor allem Geländespuren und Stollenmundlöcher auf einen traditionsreichen Bergbau hin. Deutliche Spuren von Alexander von Humboldt gibt es neben dem Humboldthaus mit dem Friedrich-Wilhelm-Stollen, der als Entwässerungsstollen von Humboldt geplant und umgesetzt wurde. Von Humboldts Arbeit im heutigen Oberfranken zeugen das Goldbergbaumuseum Goldkronach mit Besucherbergwerken und die Naturparkinformationsstelle Kleiner Johannes in Arzberg.

Humboldthaus als Eckhaus um 1900
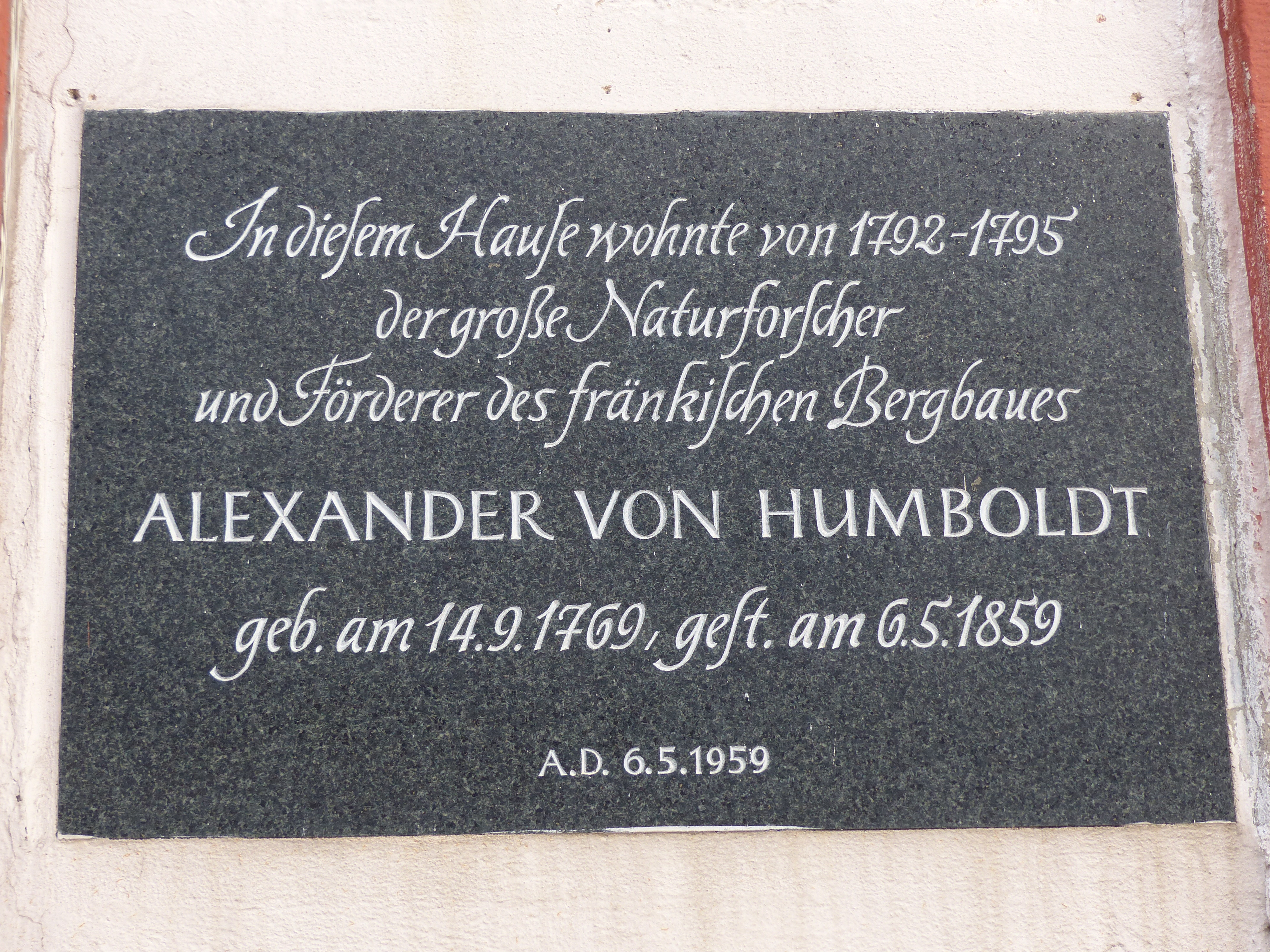
Gedenktafel neben dem Eingang
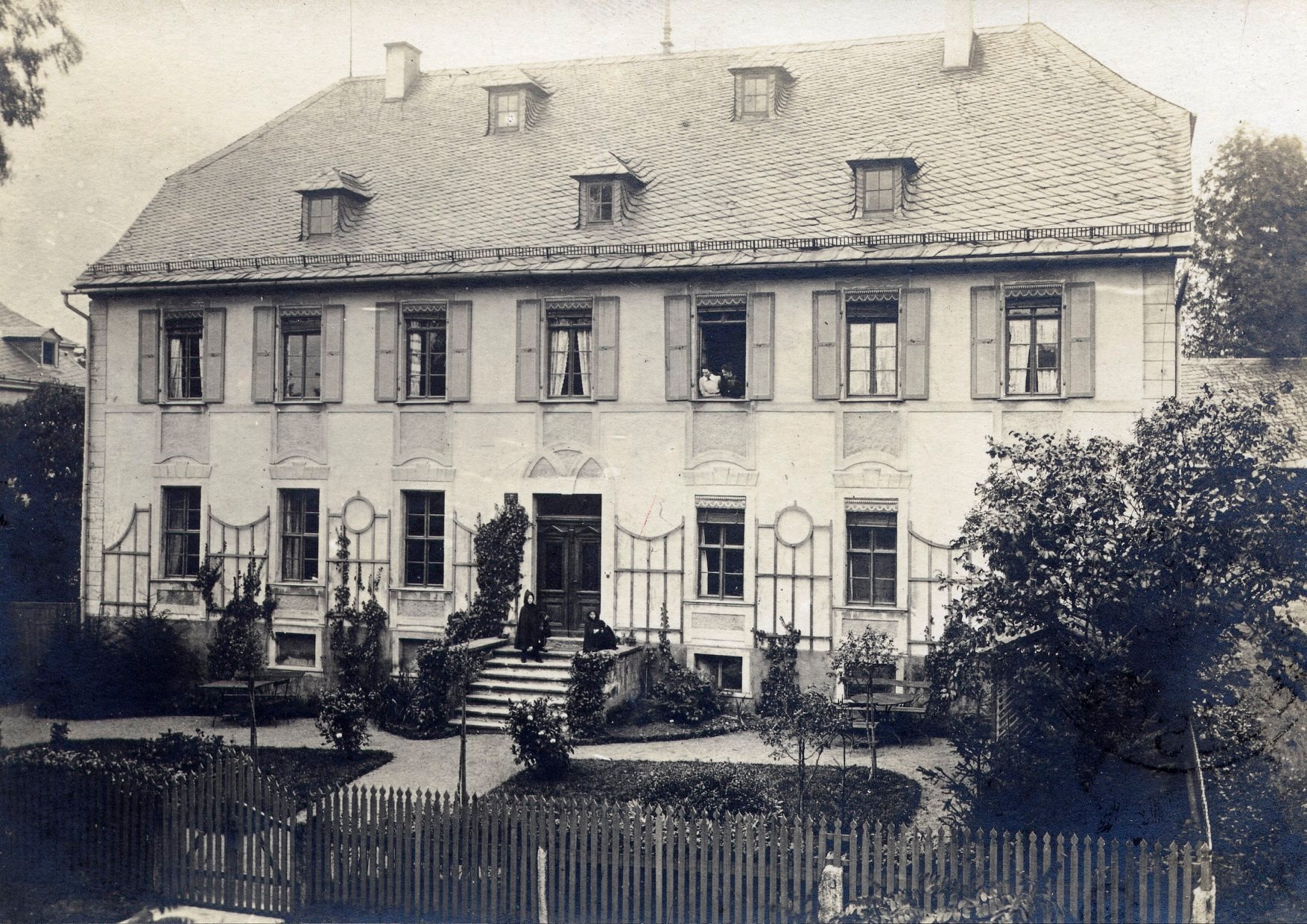
Benachbartes Bergamt, um 1907